# Памятные монеты России
Памятные и инвестиционные монеты России — монеты, в настоящее время выпускаемые Банком России.

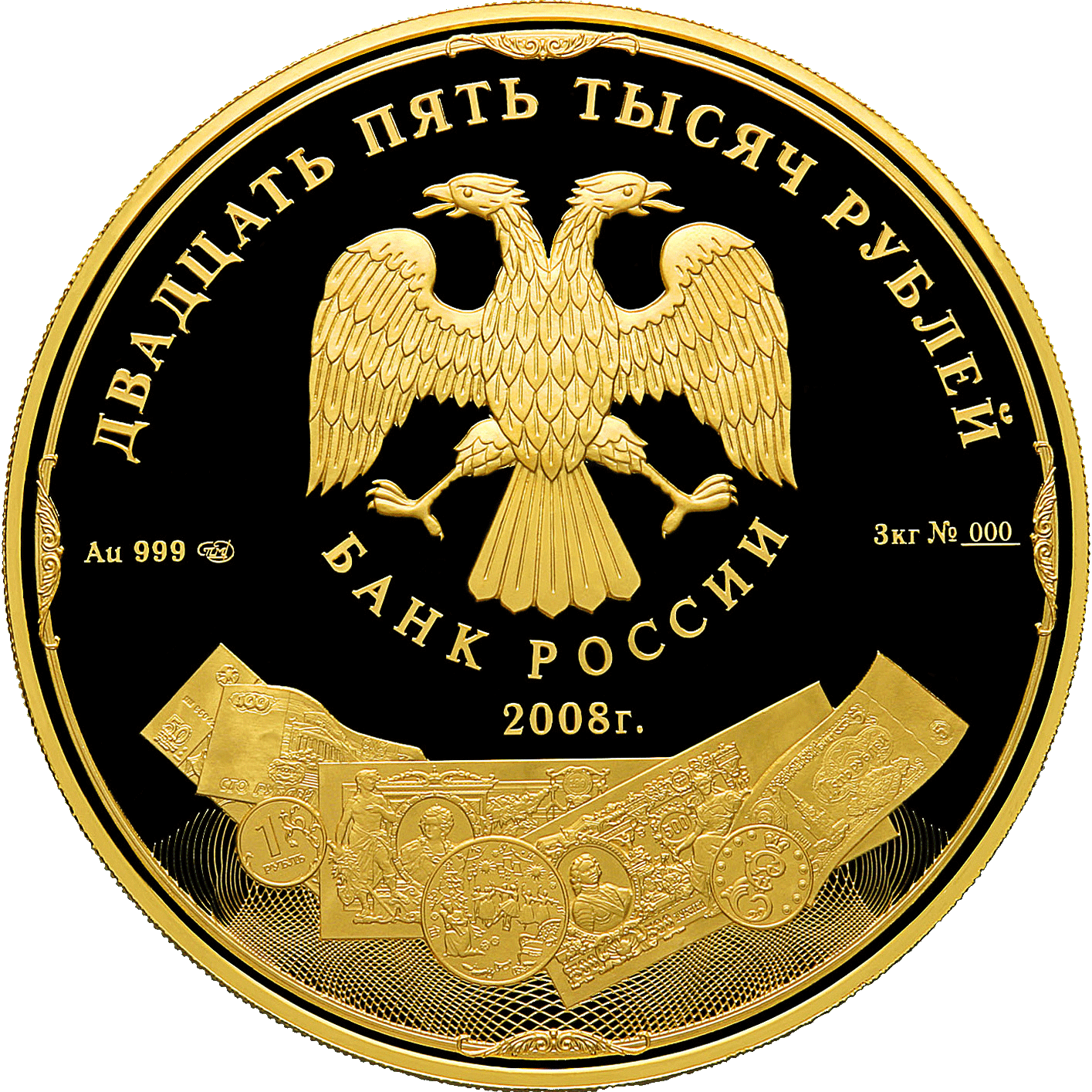
Памятная монета Банка России — 190-летие Федерального государственного унитарного предприятия «Гознак», 25 000 рублей, вес — 3 кг чистого золота, 2008 год

В рамках своей эмиссионной деятельности Банк России выпускает в обращение памятные монеты из драгоценных и недрагоценных металлов и инвестиционные монеты из драгоценных металлов, которые распространяются как внутри страны, так и за границей. Большая часть монет реализуется внутри России. Распространителями памятных и инвестиционных монет в России являются более 100 кредитных организаций-резидентов. При этом почти половина монет, реализованных на территории Российской Федерации, приходится на Сбербанк России.
Этой деятельностью Банк России занимается с момента своего основания — с 1992 года, — ранее, в 1965—1991 годах памятные и инвестиционные монеты выпускались Государственным банком СССР. 2 апреля 1992 года была выпущена первая памятная монета — 750-летие Победы Александра Невского на Чудском озере.
Монеты Банка России изготавливаются на Московском и Санкт-Петербургском монетных дворах. Некоторые из них отмечались призами по результатам опросов, проводимых специализированными иностранными нумизматическими изданиями и организациями.
С 2016 года на аверсе всех монет, в оформлении которых ранее использовалась эмблема банка, размещается Государственный герб Российской Федерации.

## Памятные монеты из драгоценных металлов

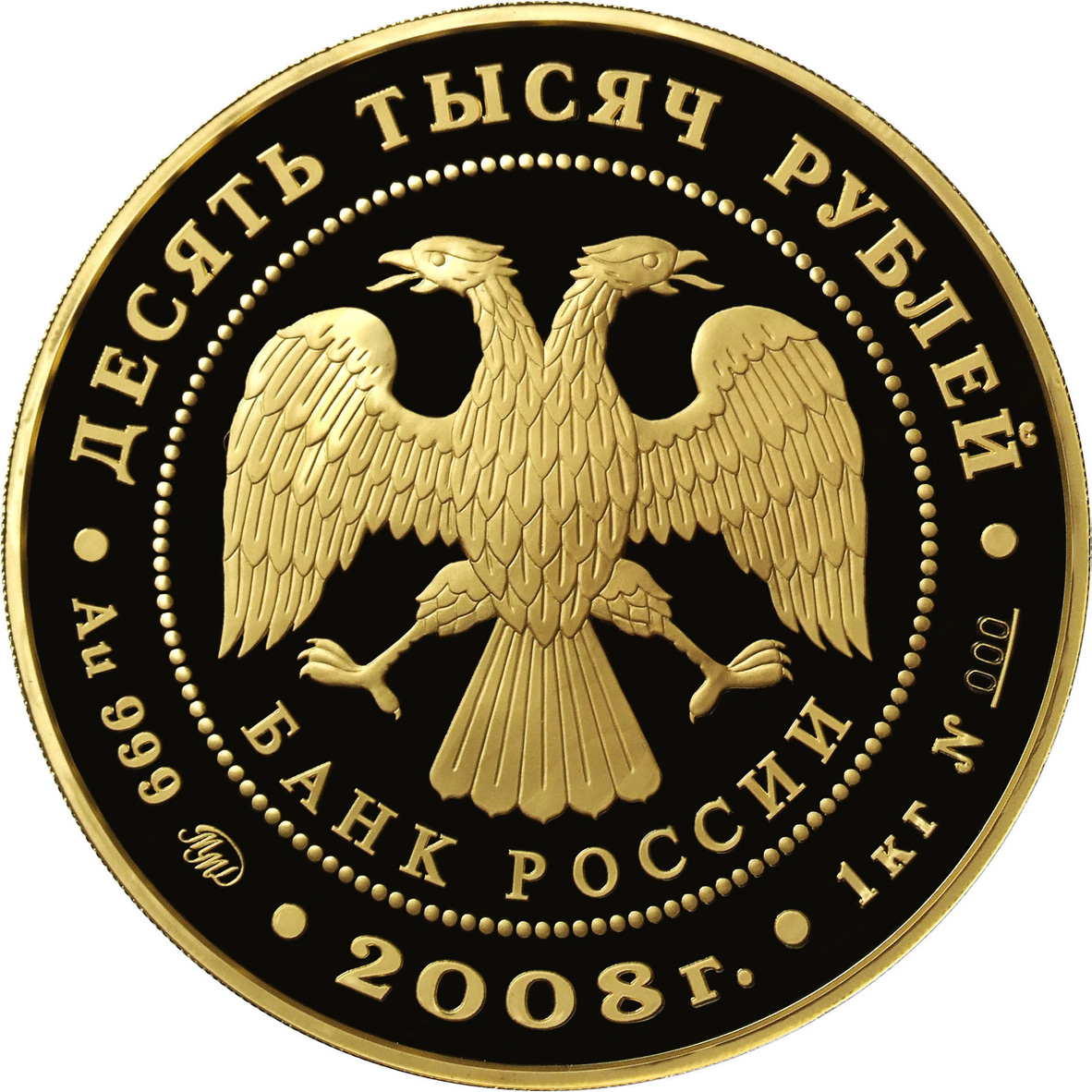
Аверс памятных монет номиналом 10 000 рублей

Памятные монеты из драгоценных металлов, выпущенные Банком России, имеют следующие номиналы: 1, 2, 3, 5, 10, 25, 50, 100, 150, 200, 500, 1000, 10 000, 25 000 и 50 000 рублей.
Для их производства используется серебро (пробы: 500, 900, 925, 999), золото (пробы: 900, 999), палладий (999 проба) и платина (999 проба). Также выпускаются биметаллические монеты (часть монеты из золота, часть из серебра).
Выпуск монет из драгоценных металлов был начат 24 ноября 1992 года серией «Эпоха просвещения. XVIII век». При выпуске этой серии были использованы все вышеназванные металлы.
С тех пор общая масса выпущенных памятных монет (на 01.07.2011) достигла 316 934 кг. На их производство было потрачено (исходя из расчёта чистого металла — 1000-я проба): серебра — 255 345 кг; золота — 10 668 кг; палладия — 1 897 кг; платины — 413 кг.
По данным, приведённым в таблице ниже, 1000-й монетой России стали серебряные 3 рубля исторической серии «100-летие единения России и Тувы и основания г. Кызыла», выпущенные в обращение 3 марта 2014 года.
С 24 ноября 1992 года по 2022 год было выпущено следующее количество памятных монет из драгоценных металлов (включая инвестиционные монеты):
| Металл:                                                                        | биметаллические (золото+серебро) | биметаллические (золото+серебро) | биметаллические (золото+серебро) | биметаллические (золото+серебро) | серебро | серебро | серебро | серебро | серебро | серебро | серебро | серебро | золото | золото | золото | золото | золото | золото | золото | золото | золото | платина | платина | платина | палладий | палладий | палладий | Всего |
| Номинал, руб.:                                                                 | 3                                | 5                                | 25                               | 100                              | 1       | 2       | 3       | 25      | 50      | 100     | 200     | 500     | 10     | 25     | 50     | 100    | 200    | 1 000  | 10 000 | 25 000 | 50 000 | 25      | 50      | 150     | 5        | 10       | 25       | Всего |
| ------------------------------------------------------------------------------ | -------------------------------- | -------------------------------- | -------------------------------- | -------------------------------- | ------- | ------- | ------- | ------- | ------- | ------- | ------- | ------- | ------ | ------ | ------ | ------ | ------ | ------ | ------ | ------ | ------ | ------- | ------- | ------- | -------- | -------- | -------- | ----- |
| 1992                                                                           | –                                | –                                | –                                | –                                | –       | –       | 2       | –       | –       | –       | –       | –       | –      | –      | 2      | 2      | –      | –      | –      | –      | –      | –       | –       | 1       | –        | –        | 1        | 8     |
| 1993                                                                           | –                                | –                                | –                                | –                                | 3       | –       | 10      | 1       | –       | –       | –       | –       | 2      | 3      | 5      | 4      | 1      | –      | –      | –      | –      | 1       | 2       | 3       | 2        | 3        | 5        | 45    |
| 1994                                                                           | –                                | –                                | –                                | –                                | 3       | 5       | 10      | 2       | –       | –       | –       | –       | 1      | 3      | 3      | 3      | 1      | –      | –      | –      | –      | 1       | 1       | 3       | 2        | 2        | 5        | 45    |
| 1995                                                                           | –                                | –                                | –                                | –                                | 3       | 7       | 13      | 2       | –       | 4       | –       | –       | 1      | 1      | 5      | 4      | 1      | –      | –      | –      | –      | 1       | 1       | 2       | 1        | 1        | 2        | 49    |
| 1996                                                                           | –                                | –                                | –                                | –                                | 3       | 2       | 11      | 7       | –       | 4       | –       | –       | 1      | 1      | 4      | 4      | 1      | –      | 1      | –      | –      | –       | –       | –       | –        | –        | –        | 39    |
| 1997                                                                           | –                                | –                                | –                                | –                                | 17      | 6       | 11      | 5       | –       | 4       | –       | –       | 1      | 1      | 3      | 4      | 1      | 1      | 1      | –      | –      | –       | –       | –       | –        | –        | –        | 55    |
| 1998                                                                           | –                                | –                                | –                                | –                                | 9       | 6       | 7       | –       | –       | –       | –       | –       | –      | –      | –      | –      | –      | –      | –      | –      | –      | –       | –       | –       | –        | –        | –        | 22    |
| 1999                                                                           | –                                | –                                | –                                | –                                | 3       | 7       | 13      | 3       | –       | 2       | 1       | –       | 1      | 1      | 4      | 3      | –      | –      | –      | –      | –      | –       | –       | –       | –        | –        | –        | 38    |
| 2000                                                                           | –                                | –                                | –                                | –                                | 3       | 4       | 12      | 4       | –       | 3       | –       | –       | –      | –      | 4      | 2      | 1      | –      | 1      | –      | –      | –       | –       | –       | –        | –        | –        | 34    |
| 2001                                                                           | –                                | –                                | –                                | –                                | 3       | 1       | 8       | 3       | –       | 3       | –       | –       | 1      | 1      | 2      | 2      | –      | 1      | –      | –      | –      | –       | –       | –       | –        | –        | –        | 25    |
| 2002                                                                           | –                                | –                                | –                                | –                                | 10      | 7       | 9       | 3       | –       | 3       | –       | –       | –      | 6      | 4      | 1      | –      | –      | 1      | –      | –      | –       | –       | –       | –        | –        | –        | 44    |
| 2003                                                                           | –                                | –                                | –                                | –                                | 9       | 9       | 14      | 2       | –       | 1       | 1       | –       | –      | 6      | 8      | 2      | –      | 1      | 1      | –      | –      | –       | –       | –       | –        | –        | –        | 54    |
| 2004                                                                           | 1                                | 2                                | 1                                | 2                                | 3       | 3       | 16      | 4       | –       | 2       | –       | –       | –      | –      | 10     | 2      | 1      | –      | 2      | –      | –      | –       | –       | –       | –        | –        | –        | 49    |
| 2005                                                                           | –                                | –                                | –                                | –                                | 6       | 14      | 11      | 1       | –       | 3       | –       | –       | –      | 12     | 3      | –      | –      | –      | 2      | –      | –      | –       | –       | –       | –        | –        | –        | 52    |
| 2006                                                                           | 1                                | 2                                | 1                                | 2                                | 9       | 5       | 7       | 3       | –       | 2       | 1       | –       | –      | –      | 4      | –      | 1      | 1      | 2      | –      | –      | –       | –       | –       | –        | –        | –        | 41    |
| 2007                                                                           | –                                | –                                | –                                | –                                | 6       | 6       | 9       | 5       | –       | 5       | –       | –       | –      | –      | 4      | –      | –      | 1      | 3      | –      | –      | –       | –       | –       | –        | –        | –        | 39    |
| 2008                                                                           | 1                                | 2                                | 1                                | 2                                | –       | 10      | 14      | 2       | –       | 3       | –       | –       | –      | –      | 4      | 2      | 1      | 1      | 2      | 1      | –      | –       | –       | –       | –        | –        | –        | 46    |
| 2009                                                                           | 1                                | –                                | –                                | 1                                | 3       | 10      | 14      | 6       | –       | 4       | 1       | –       | –      | –      | 5      | 1      | 7      | 1      | 1      | 1      | –      | –       | –       | –       | –        | –        | –        | 56    |
| 2010                                                                           | –                                | –                                | –                                | –                                | 5       | 5       | 17      | 7       | –       | –       | 1       | –       | –      | –      | 3      | –      | 10     | 1      | 1      | –      | 1      | –       | –       | –       | –        | –        | –        | 51    |
| 2011                                                                           | –                                | –                                | 1                                | –                                | 5       | 4       | 18      | 7       | –       | 5       | –       | –       | –      | –      | 7      | 2      | 1      | 3      | 1      | –      | –      | –       | –       | –       | –        | –        | –        | 54    |
| 2012                                                                           | –                                | –                                | –                                | –                                | 3       | 11      | 23      | 12      | –       | 4       | –       | 1       | –      | –      | 9      | 2      | –      | 2      | 2      | 1      | –      | –       | –       | –       | –        | –        | –        | 70    |
| 2013                                                                           | –                                | –                                | –                                | –                                | 2       | 7       | 24      | 15      | –       | 3       | 1       | –       | –      | –      | 11     | 4      | 3      | 1      | 5      | 1      | –      | –       | –       | –       | –        | –        | –        | 77    |
| 2014                                                                           | –                                | –                                | –                                | –                                | 2       | 7       | 13      | 10      | 1       | 4       | –       | –       | –      | –      | 6      | –      | 1      | 4      | 2      | –      | –      | –       | –       | –       | –        | –        | –        | 50    |
| 2015                                                                           | –                                | –                                | –                                | –                                | 4       | 4       | 44      | 12      | –       | 1       | –       | –       | –      | –      | 5      | 2      | 1      | 1      | 1      | –      | –      | –       | –       | –       | –        | –        | –        | 75    |
| 2016                                                                           | –                                | –                                | –                                | –                                | 2       | 3       | 17      | 12      | –       | –       | 1       | –       | –      | –      | 5      | –      | –      | –      | 2      | –      | 1      | –       | –       | –       | –        | –        | –        | 43    |
| 2017                                                                           | –                                | –                                | –                                | –                                | 5       | 6       | 20      | 9       | –       | –       | –       | –       | –      | –      | 1      | –      | –      | –      | –      | –      | –      | –       | –       | –       | –        | –        | –        | 41    |
| 2018                                                                           | –                                | –                                | –                                | –                                | 2       | 5       | 25      | 6       | –       | 2       | –       | –       | –      | –      | 5      | –      | –      | –      | –      | –      | –      | –       | –       | –       | –        | –        | –        | 45    |
| 2019                                                                           | –                                | –                                | –                                | –                                | 4       | 6       | 17      | 5       | –       | –       | –       | –       | –      | –      | 4      | –      | –      | –      | –      | –      | –      | –       | –       | –       | –        | –        | –        | 36    |
| 2020                                                                           | –                                | –                                | –                                | –                                | 1       | 1       | 16      | 1       | –       | –       | –       | –       | –      | –      | 3      | –      | –      | –      | –      | –      | –      | –       | –       | –       | –        | –        | –        | 22    |
| 2021                                                                           | –                                | –                                | –                                | –                                | 2       | 3       | 15      | 3       | –       | –       | –       | –       | –      | 1      | 3      | 2      | 2      | –      | –      | –      | –      | –       | –       | –       | –        | –        | –        | 31    |
| 2022                                                                           | –                                | –                                | –                                | –                                | –       | 7       | 25      | 5       | –       | 1       | –       | –       | –      | –      | 1      | 1      | –      | –      | 1      | –      | –      | –       | –       | –       | –        | –        | –        | 41    |
| 2023                                                                           | –                                | –                                | –                                | –                                | 3       | 5       | 18      | 2       | –       | 1       | –       | –       | 1      | 1      | 3      | 1      | 1      | –      | 1      | –      | –      | –       | –       | –       | –        | –        | –        | 41    |
| 2024                                                                           | –                                | –                                | –                                | –                                | 5       | 6       | 21      | 3       | –       | 1       | 1       | –       | –      | –      | 1      | 1      | 2      | –      | 2      | –      | –      | –       | –       | –       | –        | –        | –        |       |
| 2025 (факт)                                                                    | –                                | –                                | –                                | –                                | –       | –       | 1       | –       | –       | –       | –       | –       | –      | –      | 1      | –      | –      | –      | –      | –      | –      | –       | –       | –       | –        | –        | –        |       |
| 2025 (план)                                                                    | –                                | –                                | –                                | –                                | –       | П       | П       | П       | –       | П       | –       | –       | П      | П      | П      | П      | –      | –      | П      | –      | –      | –       | –       | –       | –        | –        | –        |       |
| 2026 (план)                                                                    | –                                | –                                | –                                | –                                | П       | П       | П       | П       | –       | –       | –       | –       | –      | –      | П      | П      | П      | –      | –      | –      | –      | –       | –       | –       | –        | –        | –        |       |
| Металл:                                                                        | биметаллические (золото+серебро) | биметаллические (золото+серебро) | биметаллические (золото+серебро) | биметаллические (золото+серебро) | серебро | серебро | серебро | серебро | серебро | серебро | серебро | серебро | золото | золото | золото | золото | золото | золото | золото | золото | золото | платина | платина | платина | палладий | палладий | палладий | Всего |
| Номинал, руб.:                                                                 | 3                                | 5                                | 25                               | 100                              | 1       | 2       | 3       | 25      | 50      | 100     | 200     | 500     | 10     | 25     | 50     | 100    | 200    | 1 000  | 10 000 | 25 000 | 50 000 | 25      | 50      | 150     | 5        | 10       | 25       | Всего |
| Итого:                                                                         | 4                                | 6                                | 4                                | 7                                | 130     | 164     | 445     | 152     | 1       | 62      | 7       | 1       | 8      | 36     | 137    | 48     | 34     | 19     | 31     | 4      | 2      | 3       | 4       | 9       | 5        | 6        | 13       | 1342  |
| \| Число выпущенных монет \| Монеты не выпускались \| Планируются к выпуску \| |                                  |                                  |                                  |                                  |         |         |         |         |         |         |         |         |        |        |        |        |        |        |        |        |        |         |         |         |          |          |          |       |
| Число выпущенных монет                                                         | Монеты не выпускались            | Планируются к выпуску            |                                  |                                  |         |         |         |         |         |         |         |         |        |        |        |        |        |        |        |        |        |         |         |         |          |          |          |       |

### Самые большие памятные монеты из драгоценных металлов
10 декабря 1996 года череду золотых тяжеловесов открыла монета из серии «Сохраним наш мир» — «Амурский тигр». Было выпущено 100 монет номиналом по 10 000 рублей, сделанных из золота 999-й пробы, массой по 1 001,1 грамм (1 кг чистого золота) каждая. По состоянию на конец 2015 года Банк России выпустил 25 видов монет номиналом 10 000 рублей. 
22 ноября 1999 года выпущена памятная монета из серебра 900-й пробы «275-летие Санкт-Петербургского монетного двора» (тиражом 150 штук), номиналом 200 рублей и массой 3 342 грамма. На производство одной монеты ушло 3 килограмма чистого серебра. После было выпущено ещё две подобные монеты (общим тиражом 500 штук), 300 монет из серебра 900-й пробы и 200 монет из серебра 925-й пробы.
11 августа 2008 года выпущена памятная монета из золота 999-й пробы «190-летие Федерального государственного унитарного предприятия „Гознак“» (тиражом 50 штук), номиналом 25 000 рублей. На производство одной монеты ушло 3 килограмма чистого золота.
1 февраля 2010 года выпущена памятная монета из золота 999-й пробы «150-летие Банка России», номиналом 50 000 рублей. На производство одной монеты ушло 5 килограммов золота в чистоте — крупнейшая российская золотая монета на настоящий момент.
26 ноября 2012 года Банк России выпустил серебряную памятную монету номиналом 500 рублей, посвящённую 200-летию победы России в Отечественной войне 1812 года (5 килограммов чистого серебра, тираж — 50 экз.) — крупнейшая российская серебряная монета на настоящий момент.

## Памятные монеты из недрагоценных металлов

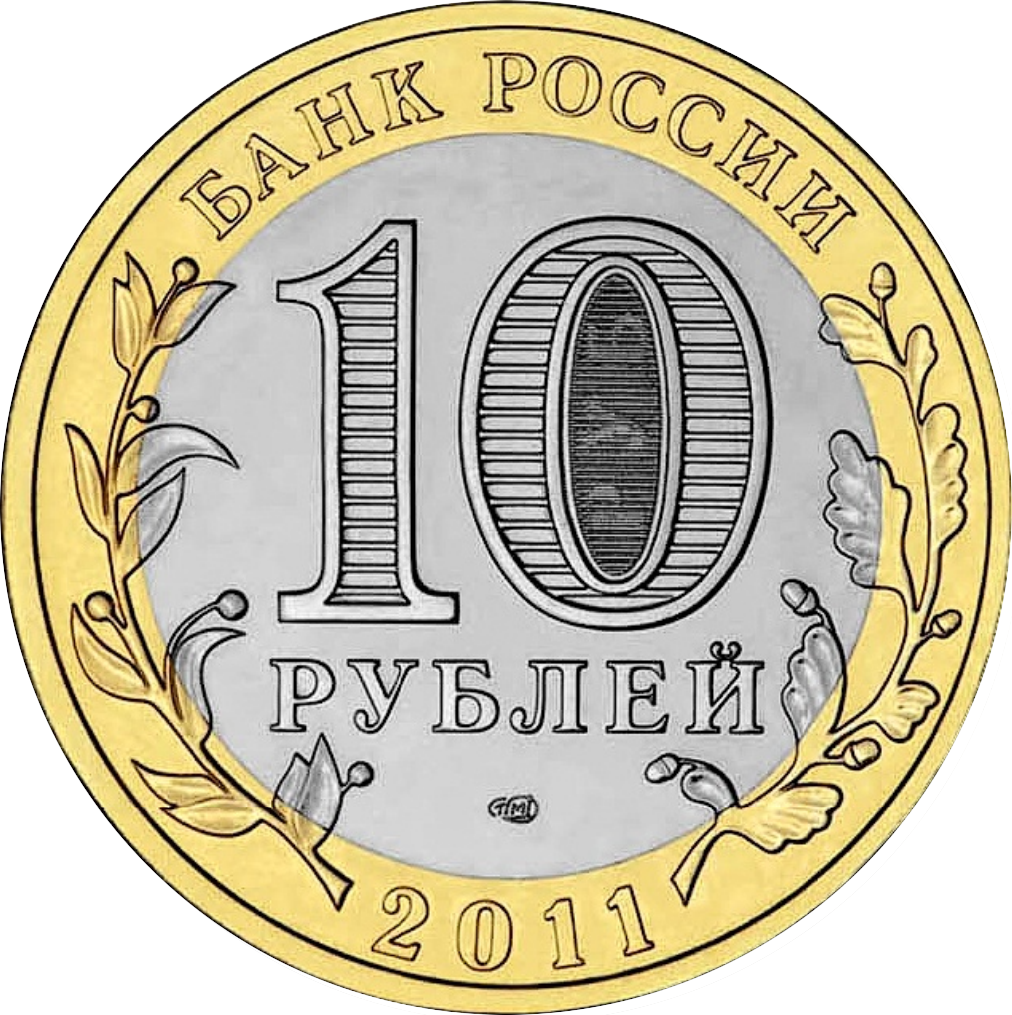
С точностью до года чеканки и знака монетного двора — единый аверс латунно-мельхиоровых памятных 10-рублёвых монет

Памятные монеты из недрагоценных металлов, выпущенные Банком России, имеют следующие номиналы: 1, 2, 5, 10, 25 рублей. Они изготавливаются из медно-никелевых, медно-цинковых (латунь) сплавов и стали с гальваническим покрытием.
Монеты выпускаются посвящённые как значимым юбилейным датам (монета из медно-никелевого сплава номиналом 25 рублей «25-летие принятия Конституции Российской Федерации»), так и отдельным событиям (например, монета номиналом 10 рублей 2010 года чеканки, посвящённая Всероссийской переписи населения), а также различным аспектам современной жизни.

## Тематические серии

### Монеты, посвящённыеВеликой Отечественной войне(1992 —н.в.)
- 50 лет Великой Победы (1995 год)
- 50-я годовщина Победы в Великой Отечественной войне (1995 год)
- 55-я годовщина Победы в Великой Отечественной войне (2000 год)
- 60-я годовщина Победы в Великой Отечественной войне (2005 год)
- 65-я годовщина Победы в Великой Отечественной войне (2010 год)
- 70-летие разгрома советскими войсками немецко-фашистских войск в Сталинградской битве (2013 год)
- 70-я годовщина Победы в Великой Отечественной войне (2014—2015 гг.)
- Подвиг советских воинов, сражавшихся на Крымском полуострове в годы Великой Отечественной войны 1941—1945 гг. (2015 год)
- Города — столицы государств, освобожденные советскими войсками от немецко-фашистских захватчиков (2016 год).
- 75-летие полного освобождения Ленинграда от фашистской блокады
- 75-летие Победы советского народа в Великой Отечественной войне 1941–1945 гг.
- Оружие Великой Победы (конструкторы оружия)
- Герои Великой Отечественной войны 1941–1945 гг.
- Победа советского народа в Великой Отечественной войне 1941-1945 гг.
- Юбилей Победы советского народа в Великой Отечественной войне 1941–1945 гг.

### Серия: «Вооружённые силы Российской Федерации» (2005 —н.в.)
- Авиация • Воздушно-десантные войска • Космические войска • Морская пехота • Подводные силы Военно-морского флота • Танковые войска • Надводные силы Военно-морского флота • Мотострелковые войска • Соединения и воинские части ядерного обеспечения Министерства обороны Российской Федерации • Инженерные войска • Войска радиоэлектронной борьбы • Войска радиационной, химической и биологической защиты[8]

### Серия: «Вклад России в сокровищницу мировой культуры» (1993—1994, 2015)
- М. А. Врубель • А. А. Иванов • В. В. Кандинский • Д. Г. Левицкий • М. П. Мусоргский • А. П. Павлова • С. В. Рахманинов • А. Рублёв • И. Ф. Стравинский • В. И. Суриков • П. И. Чайковский • Ф. И. Шаляпин

### Серия: «Выдающиеся личности России» (1992 — н. в.)
- 1992 год (П. С. Нахимов • Я. Купала • Я. Колас • Н. И. Лобачевский)
- 1993 год (В. И. Вернадский • Г. Р. Державин • В. В. Маяковский • К. А. Тимирязев • И. С. Тургенев • А. П. Бородин)
- 1994 год (П. П. Бажов • И. А. Крылов • Н. В. Гоголь • Ф. Ф. Ушаков • И. Е. Репин)
- 1995 год (А. С. Грибоедов • М. И. Кутузов • С. А. Есенин • И. А. Бунин)
- 1996 год (Н. А. Некрасов • Ф. М. Достоевский)
- 1997 год (А. Н. Скрябин • Н. Е. Жуковский • А. Л. Чижевский • Афанасий Никитин • А. К. Саврасов)
- 1998 год (К. С. Станиславский • К. С. Станиславский (2) • С. М. Эйзенштейн • С. М. Эйзенштейн (2) • В. М. Васнецов • В. М. Васнецов (2))
- 1999 год (И. П. Павлов • И. П. Павлов (2) • Н. К. Рерих • Н. К. Рерих (2) • К. Л. Хетагуров • К. П. Брюллов • К. П. Брюллов (2))
- 2000 год (С. В. Ковалевская • Ф. А. Васильев • Е. А. Баратынский • М. И. Чигорин)
- 2001 год (В. И. Даль)
- 2002 год (Л. П. Орлова)
- 2003 год (И. В. Курчатов • Ф. И. Тютчев • В. А. Гиляровский)
- 2004 год (В. П. Чкалов • М. И. Глинка • С. Н. Рерих)
- 2005 год (М. А. Шолохов • П. К. Клодт)
- 2006 год (О. К. Антонов • М. А. Врубель • С. А. Герасимов • А. А. Иванов • Д. Д. Шостакович)
- 2007 год (С. П. Королев • В. М. Бехтерев • Л. Эйлер • Г. С. Уланова • Ф. А. Головин • М. М. Герасимова • К. Э. Циолковский)
- 2008 год (Л. Д. Ландау • Н. И. Севастьянова • В. П. Глушко • Д. Ф. Ойстрах • И. М. Франк • Н. Н. Носов • В. И. Немирович-Данченко • Е. С. Вучетич)
- 2009 год (Д. И. Менделеев • А. В. Кольцов • А. Н. Воронихин • В. П. Соловьёв-Седой)
- 2010 год (И. И. Левитан • Н. И. Пирогов)
- 2011 год (М. М. Ботвинник • А. И. Райкин • М. В. Ломоносов)
- 2012 год (П. А. Столыпин • И. Н. Крамской • И. А. Гончаров • М. В. Нестеров • А. И. Васильев)
- 2013 год (А. С. Даргомыжский • В. И. Вернадский • В. С. Черномырдин • А. И. Покрышкин)
- 2014 год (В. Н. Челомей)
- 2015 год (П. И. Чайковский • А. К. Глазунов • С. Т. Рихтер • В. А. Серов)
- 2016 год (Н. М. Карамзин • С. С. Прокофьев • Э. Г. Гилельс • Г. М. Тукай)
- 2017 год (П. П. Семёнов-Тян-Шанский • К. Д. Бальмонт)
- 2018 год (В. С. Высоцкий[9] • М. И. Петипа • Максим Горький • В. Я. Струве • А. И. Солженицын)
- 2019 год (В. В. Бианки • М. Т. Калашников • Мустай Карим)
- 2020 год (Д.И. Виноградов • И. А. Бунин • И. Ф. Крузенштерн • А.А. Фет)
- 2021 год (А.Д. Сахаров • Ф. М. Достоевский • Н. А. Некрасов)
- 2022 год (Н.Я. Данилевский)
- 2023 год (М.М. Пришвин • Ф. И. Шаляпин • А. Н. Островский • С. В. Рахманинов • Р. Г. Гамзатов)
- 2024 год (Е.Ф. Гнесина • А.В. Вишневский)
- 2025 год (Каюм Насыри • А.Ф. Можайский • Е.И. Ламанский[10])
- 2026 год (В.А. Тропинин • С.Д. Эрьзя[8])

### Серия: «Выдающиеся полководцы и флотоводцы России»
- 2000 год (А. В. Суворов)
- 2002 год (П. С. Нахимов)
- 2013 год (А. С. Шеин)

### Серия: «Выдающиеся спортсмены России» (2009 — н. в.)
- 2009 год — Хоккей (В. М. Бобров • А. Н. Мальцев • В. Б. Харламов)
- 2009 год — Футбол (К. И. Бесков • Э. А. Стрельцов • Л. И. Яшин)
- 2010 год — Фигурное катание (Роднина И. К. • Зайцев А. Г. • Пахомова Л. А. • Горшков А. Г.)
- 2012 год — Конькобежный спорт (Исакова М. Г. • Скобликова Л. П. • Гришин Е. Р.)
- 2013 год — Лыжные гонки (Кулакова Г. А. • Сметанина Р. П.)
- 2014 год — Спортивная гимнастика (Андрианов Н. Е. • Латынина Л. С. • Шахлин Б. А.)

### Географическая серия
- 1-я Камчатская экспедиция
- 2-я Камчатская экспедиция
- Исследование Русской Арктики
- Освоение и исследование Сибири в XVI—XVII вв.
- Первая русская антарктическая экспедиция
- Первое русское кругосветное путешествие
- Экспедиции Г. И. Невельского на Дальний Восток в 1848—1849 и 1850—1855 гг.
- Русские исследователи Центральной Азии
  - Н. М. Пржевальский

### Серия: «Города воинской славы» (2011—2016)
- 2011 год: Белгород • Курск • Орёл • Владикавказ • Малгобек • Ржев • Елец • Ельня
- 2012 год: Воронеж • Луга • Полярный • Ростов-на-Дону • Туапсе • Великие Луки • Великий Новгород • Дмитров
- 2013 год: Вязьма • Кронштадт • Наро-Фоминск • Псков • Козельск • Архангельск • Волоколамск • Брянск
- 2014 год: Нальчик • Выборг • Старый Оскол • Владивосток • Тихвин • Тверь • Анапа • Колпино
- 2015 год: Грозный • Калач-на-Дону • Ковров • Ломоносов • Хабаровск • Таганрог • Петропавловск-Камчатский • Малоярославец • Можайск
- 2016 год: Старая Русса • Гатчина • Петрозаводск • Феодосия

### Серия: «Денежное обращение»
- 100-летие эмиссионного закона Витте
- 140-летие со дня основания Государственного банка России
- 150-летие Банка России
- 190-летие Федерального государственного унитарного предприятия «Гознак»
- 275-летие Санкт-Петербургского монетного двора
- 300-летие денежной реформы Петра I
- История денежного обращения России
- Сберегательное дело в России

### Серия: «Древние города России» (2002—2012, 2014, 2016—2025)
Азов • Белгород • Белозерск • Боровск • Брянск • Великие Луки • Великий Новгород • Великий Устюг • Владимир • Вологда • Выборг • Вязьма • Галич • Гдов • Гороховец • Дербент • Дмитров • Дорогобуж • Елец • Зубцов • Казань • Калининград • Калуга • Каргополь • Касимов • Кемь • Клин • Козельск • Кострома • Муром • Мценск • Нерехта • Олонец • Приозерск • Псков • Ржев • Ряжск • Смоленск • Соликамск • Старая Русса • Торжок • Юрьевец • Нижний Новгород • Рыльск • Городец • Рыбинск • Торопец • Верея

### Серия: «Международная монетная программа стран — членов ЕврАзЭС»
- Столицы стран — членов ЕврАзЭС (Москва)
- Животный мир стран ЕврАзЭС (Медведь)
- Легенды и сказки стран ЕврАзЭС (Сказки народов России)
- 10-летие учреждения ЕврАзЭС
- Мир наших детей
- Великий шёлковый путь
- Национальные обычаи и обряды народов стран — членов ЕврАзЭС
- Памятник всемирного природного наследия ЮНЕСКО (Остров Врангеля)
- Памятник всемирного культурного наследия ЮНЕСКО (Церковь Вознесения в Коломенском, Москва)

### Серия: «Знаки зодиака»
Близнецы • Весы • Дева • Водолей • Козерог • Лев • Овен • Рак • Рыбы • Скорпион • Стрелец • Телец

### Серия: «Золотое кольцо»
Александров • Боголюбово • Переславль-Залесский • Ростов • Углич • Юрьев-Польский

### Серия: «Искусство»
- 100-летие Русского музея
- 150-летие Нового Эрмитажа
- 150-летие основания Государственной Третьяковской галереи
- 225-летие Большого театра
- 250-летие Академии художеств

### Серия: «История русской авиации»
- 2010 год (Сухой Суперджет-100, Русский Витязь)
- 2011 год (Ту-144, У-2)
- 2012 год (Ил-76, И-16)
- 2013 год (Ту-160, Ант-25)
- 2014 год (Як-3, Бе-200)
- 2016 год (Су-25, Ла-5)

### Историческая серия
- 100-летие единения России и Тувы и основания г. Кызыла
- 100-летие парламентаризма в России
- 150-летие первой российской почтовой марки
- 150-летие со дня рождения А. П. Чехова
- 200-летие образования в России министерств
- 200-летие со дня рождения Н. В. Гоголя
- 200-летие со дня рождения А. С. Пушкина
- 250-летие со дня рождения М.Ю. Лермонтова
- 250-летие основания Государственного Эрмитажа
- 300-летие основания Санкт-Петербурга
- 300-летие Полтавской битвы
- 360-летие добровольного вхождения Якутии в Россию
- 625-летие Куликовской битвы
- 700-летие со дня рождения преподобного Сергия Радонежского
- 750-летие Победы Александра Невского на Чудском озере — первая памятная монета Банка России
- 850-летие основания Москвы 
 • Часть 1 • Часть 2
- 1000-летие основания Казани
- 1000-летие России
  - Дмитрий Донской
  - Александр Невский
- 1150-летие зарождения российской государственности
- Андрей Рублёв
- Дионисий
- История русской авиации
- К 300-летию добровольного вхождения Хакасии в состав России
- К 400-летию добровольного вхождения калмыцкого народа в состав Российского государства
- 400-летие народного ополчения Козьмы Минина и Дмитрия Пожарского
- К 450-летию добровольного вхождения Башкирии в состав России
- К 450-летию добровольного вхождения Удмуртии в состав Российского государства
- Окно в Европу
- Феофан Грек
- 200-летие победы России в Отечественной войне 1812 года
  - Полководцы и герои Отечественной войны 1812 года (Кутузов М. И. • Барклай де Толли М. Б. • Багратион П. И. • Беннигсен Л. Л. • Витгенштейн П. Х. • Давыдов Д. В. • Дохтуров Д. С. • Дурова Н. А. • Ермолов А. П. • Кожина Василиса • Кутайсов А. И. • Милорадович М. А. • Остерман-Толстой А. И. • Раевский Н. Н. • Платов М. И. • Император Александр I)
  - Сражения и знаменательные события Отечественной войны 1812 года (Сражение при Красном • Бородинское сражение • Малоярославецкое сражение • Смоленское сражение • Тарутинское сражение • Сражение при Березине • Бой при Вязьме • Сражение у Кульма • Лейпцигское сражение • Взятие Парижа)
- 2000-летие основания г. Дербента, Республика Дагестан (план)
- 170-летие Русского Географического Общества

### Серия: «Космос»

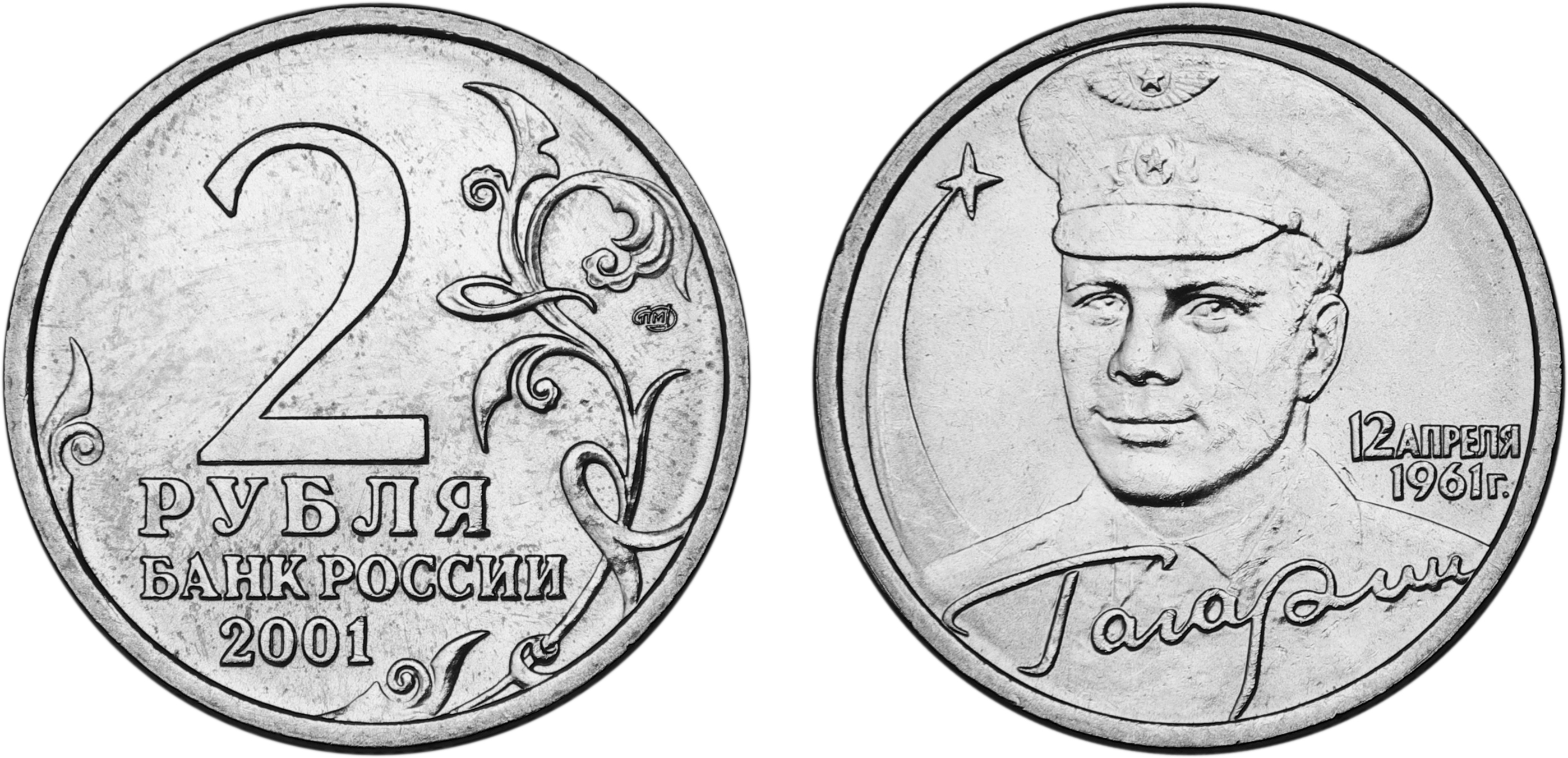
2 рубля. 40-летие космического полёта Ю. А. Гагарина, 2001

40-летие космического полёта Ю. А. Гагарина • 50-летие запуска первого искусственного спутника Земли • 50-летие начала исследования Луны космическими аппаратами • 50 лет первого полёта человека в космос • 50-летняя годовщина со дня первого выхода человека в открытый космос

### Серия: «Красная книга» (1993 — н. в.)
- 1993 год (Амурский тигр • Винторогий козёл (мархур) • Рыбный филин)
- 1994 год (Гималайский медведь • Краснозобая казарка • Среднеазиатская кобра)
- 1995 год (Дальневосточный аист • Кавказский тетерев • Черноморская афалина)
- 1996 год (Песчаный слепыш • Сапсан • Туркменский эублефар)
- 1997 год (Джейран • Зубр • Фламинго)
- 1998 год (Гусь-белошей • Дальневосточный сцинк • Лаптевский морж)
- 1999 год (Даурский ёж • Кавказская гадюка • Розовая чайка)
- 2000 год (Чёрный журавль • Леопардовый полоз • Выхухоль)
- 2001 год (Алтайский горный баран • Западносибирский бобр • Сахалинский осётр)
- 2002 год (Амурский горал • Беркут • Сейвал (кит))
- 2003 год (Дальневосточная черепаха • Командорский голубой песец • Малый баклан)
- 2004 год (Амурский лесной кот • Камышовая жаба • Дрофа)
- 2005 год (Волховский сиг • Длинноклювый пыжик • Красный волк)
- 2006 год (Гусь сухонос • Дзерен • Уссурийский когтистый тритон)
- 2007 год (Кольчатая нерпа (ладожский подвид) • Степной лунь • Краснопоясный динодон)
- 2008 год (Азово-черноморская шемая • Дозорщик-император • Прибайкальский чёрношапочный сурок)
- 2010 год (Белоспинный альбатрос • Гюрза • Уссурийский пятнистый олень)
- 2012 год (Забайкальский солонгой • Белоклювая гагара • Небесный усач)
- 2014 год (Кулан • Каравайка • Сом Солдатова)
- 2016 год (Манул • Красный коршун • Алкиной)
- 2019 год (Дальневосточный леопард • Красноногий ибис • Белуга)
- 2022 год (Фиалка надрезанная • Сетконоска сдвоенная • Одуванчик белоязычковый)
- 2024 год (Дикуша • Перевязка • Морщинистокрылая жужелица)
- 2026 год (Кавказская лесная кошка • Очковая гага • Ушастая круглоголовка[8])

### Серия: «Лунный календарь» (2003—2013)
Коза • Обезьяна • Петух • Собака • Кабан • Крыса • Бык • Тигр • Кролик • Дракон • Змея • Лошадь

### Серия: «Международные отношения»

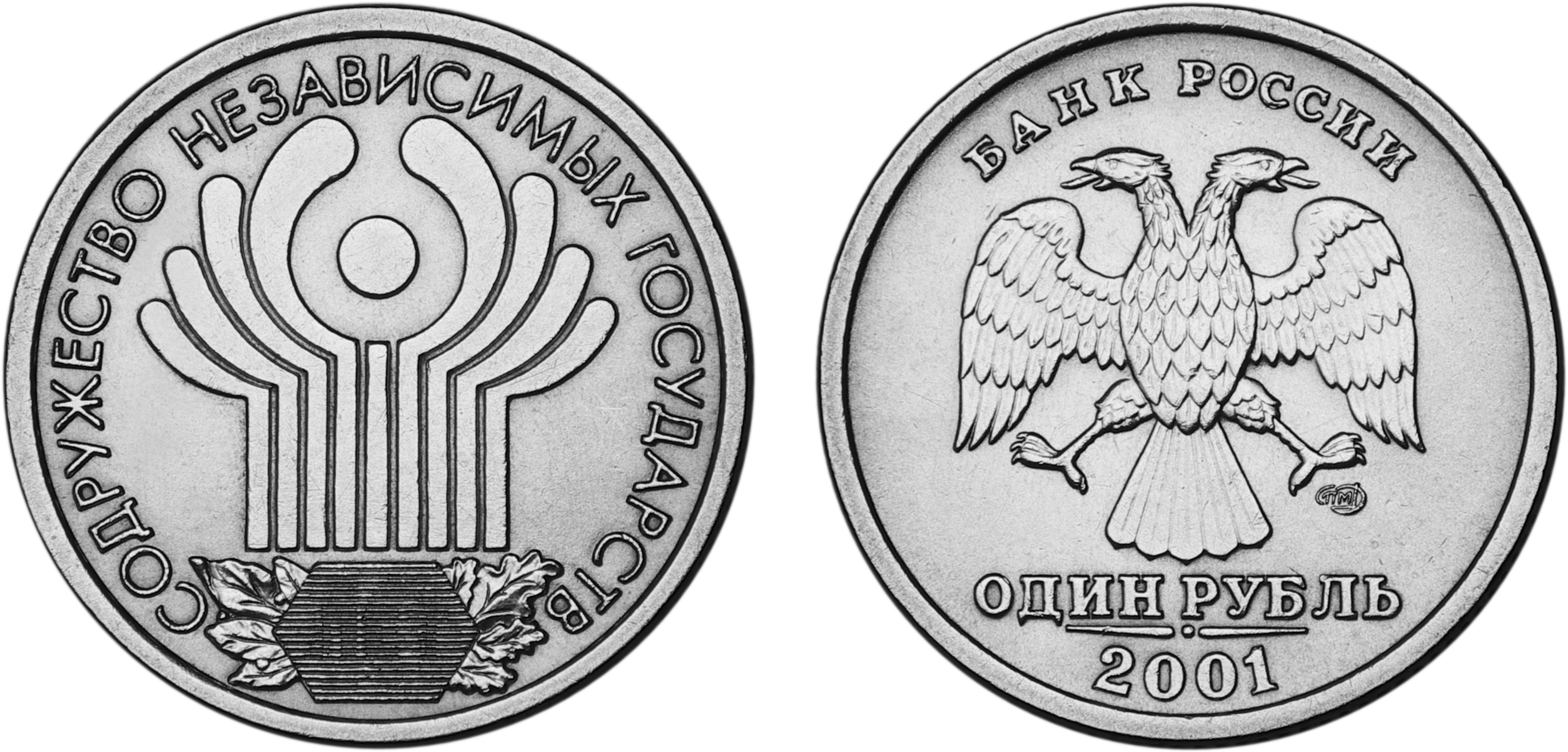
Юбилейный рубль «Содружество Независимых Государств», 2001

- Содружество Независимых Государств
- 50 лет установления дипломатических отношений с КНР
- 50-летие Организации Объединённых Наций
- Первая годовщина договора об образовании сообщества России и Беларуси
- Столетие Российско-Французского союза

### Серия: «Наука»
250-летие основания Московского государственного университета имени М. В. Ломоносова • 250-летие Московской медицинской академии имени И. М. Сеченова • 275-летие первого Российского университета • 275-летие Российской академии наук • 300-летие военного образования в России. Навигацкая школа

### Серия: «Памятники архитектуры»
Архитектурные памятники древнего Мерва (Республика Туркменистан) • Мавзолей-мечеть Ахмеда Ясави в г. Туркестане (Республика Казахстан)

### Серия: «Памятники архитектуры России»
- 1993 год: Троице-Сергиева лавра, Сергиев Посад • Колокольня «Ивана Великого» • Собор Покрова на Рву;
- 1994 год: Церковь Покрова на Нерли • Богородице-Рождественский собор, Суздаль • Рязанский кремль • Смольный институт и монастырь, Санкт-Петербург;
- 1995 год: Золотые ворота, Владимир • 1000-летие основания Белгорода • Смоленский кремль • Ансамбль деревянного зодчества в Кижах • 200-летие основания первой Российской национальной библиотеки, Санкт-Петербург;
- 1996 год: Церковь Ильи Пророка, Ярославль • Тобольский кремль • Казанский кремль • Зимний дворец, Санкт-Петербург;
- 1997 год: Свято-Введенский монастырь, Ярославль • Монастырь Курской Коренной Рождество-Богородицкой пустыни • Соловецкий монастырь;
- 1998 год: Нило-Столобенская пустынь • Саввино-Сторожевский монастырь;
- 1999 год: Мечеть «Марджани», Казань • Юрьев монастырь, Новгород • Усадьба Кусково, Москва • Монумент Дружбы, Уфа;
- 2000 год: Николо-Угрешский монастырь • Нижегородский кремль • город Пушкин (Царское Село);

- 2002 год: Свято-Иоанновский женский монастырь, Санкт-Петербург • Церковь Спаса Нерукотворного, Вороново • Иверский монастырь, Валдай • Кидекша;
- 2003 год: Свято-Данилов монастырь, Москва • Псковский кремль • Ипатьевский монастырь, Кострома • Свято-Троицкий Серафимо-Дивеевский монастырь;
- 2004 год: Деревянное зодчество, Томск • Богоявленский собор, Москва • Свято-Троицкая Сергиева Лавра, Сергиев Посад • Спасо-Преображенский монастырь, о. Валаам • Церковь Знамения Пресвятой Богородицы, с. Дубровицы • Церковь Рождества Богородицы, Городня;
- 2005 год: Дом культуры им. И. В. Русакова • Свято-Никольский собор, Калининград • Станция метро «Кропоткинская», Москва • Раифский Богородицкий монастырь, Республика Татарстан • Новосибирский государственный академический театр оперы и балета;
- 2006 год: Малые Корелы • Тихвинский Богородичный Успенский монастырь • Здание Государственного банка, Нижний Новгород • Коневский Рождество-Богородичный монастырь;
- 2007 год: Невьянская наклонная башня, Свердловская обл. • Веркольский Артемиев монастырь , Архангельская обл. • Псково-Печерский Свято-Успенский монастырь, Печоры • Казанский вокзал, Москва • Вятский Успенский Трифонов Монастырь, Киров;
- 2008 год: Дмитриевский собор, Владимир • Астраханский кремль • Дом Н. И. Севастьянова (Дом Союзов), Екатеринбург • Собор Рождества Богородицы Снетогорского монастыря, Псков • Успенская церковь (Адмиралтейская), Воронеж • Градоякутский Никольский собор, Якутск • Владимирский собор Задонского Рождество-Богородицкого монастыря, Липецкая область;
- 2009 год: Витебский вокзал, Санкт-Петербург • Тульский кремль • Государственный музей-усадьба «Архангельское», Московская обл. • Одигитриевская церковь, Смоленская обл. • Свято-Троицкий Сканов монастырь, Пензенская обл. • Никольский монастырь, с. Старая Ладога, Ленинградская область • Покровский собор, Воронеж;
- 2010 год: Александро-Свирский монастырь, Ленинградская обл. • Церковь Пресвятой Троицы, Санкт-Петербург • Санаксарский монастырь, Мордовия • Усадьба Грибоедовых «Хмелита», Смоленская обл. • Спасо-Преображенский собор, Орловская область • Кирилло-Белозерский монастырь, Вологодская обл. • Боевая башня Вовнушки, Республика Ингушетия • Ансамбль Круглой площади, Петрозаводск;
- 2011 год: Сергиево-Казанский собор, Курск • Казанский Богородицкий монастырь • Павловский дворцово-парковый ансамбль, Павловск, Санкт-Петербург. • Свято-Введенский монастырь «Оптина пустынь», Калужская область • Казанский собор, Санкт-Петербург • Свято-Троицкий монастырь, Муром, Владимирской области;
- 2012 год: Музей-заповедник В. Д. Поленова, Тульская область • Спасо-Преображенский собор, г. Белозерск • Успенский Колоцкий монастырь, Можайский район Московской области • Ферапонтов Лужецкий монастырь, г. Можайск;
- 2013 год: Кронштадтский Морской собор в честь Святителя Николая Чудотворца • Успенский собор на «Городке», г. Звенигород Московской области • Троицкий собор, г. Верхотурье Свердловской области • Введенский собор, г. Чебоксары, Чувашская Республика • Иосифо-Волоцкий монастырь, с. Теряево Московской области • Свято-Успенский монастырь, г. Старица Тверской области • Усадьба «Останкино», г. Москва • Свято-Троицкая Александро-Невская Лавра, г. Санкт-Петербург;
- 2014 год: Храм Святителя Николая Чудотворца, г. Москва • Исторический музей, г. Москва • Храм Тхаба-Ерды, Республика Ингушетия • Гостиный двор, г. Оренбург • Церковь Св. Георгия, с. Дзивгис, Республика Северная Осетия-Алания • Дом-музей И. С. Тургенева, Орловская обл. • Спасо-Елизаровский монастырь Псковская область • Старо-Голутвинский монастырь, г. Коломна Московской области;
- 2015 год: Софийский собор, г. Тобольск Тюменской обл. • Здание железнодорожного вокзала, г. Владивосток • Свято-Вознесенский войсковой собор, г. Новочеркасск • Крестовоздвиженский собор Белогорского Свято-Николаевского монастыря, Пермский край • Храм иконы Божьей Матери Всех скорбящих Радость Свято-Успенского Далматовского монастыря, Курганская обл. • Петровский Путевой дворец, г. Москва;
- 2016 год: Шоанинский древнехристианский храм, Карачаево-Черкесская Республика • Большой Петергофский дворец, Петергоф, г. Санкт-Петербург • Здание Ссудной казны в Настасьинском переулке, г. Москва • Музей-усадьба «Остафьево» — «Русский Парнас», с. Остафьево, Поселение Рязановское, г. Москва • Свято-Иоанно-Богословский монастырь, с. Пощупово Рязанской области • Мечеть Джума-Джами, г. Евпатория, Республика Крым • Здание Биржи, г. Санкт-Петербург;
- 2017 год: Дворцово-парковый ансамбль «Нескучное», г. Москва • Монастырь Сурб Хач, Республика Крым • Новоспасский монастырь, г. Москва • Мост «Королева Луиза», г. Советск Калининградской области • Церковь Спаса Преображения Свенского монастыря, с. Супонево Брянского района Брянской области • Житенный монастырь, г. Осташков Тверской области;
- 2018 год: Троицкий собор, г. Саратов • Свято-Троицкий собор, г. Симферополь • Церковь Казанской иконы Божией Матери, п. Вырица Ленинградской области • Усадьба «Спасское» («Середниково»), Московская область • Собор Святого равноапостольного князя Владимира (усыпальница адмиралов), г. Севастополь;
- 2019 год: Усадьба Асеевых, г. Тамбов • Главные нарзанные ванны, г. Кисловодск Ставропольского края • Свято-Троицкий Макарьевский Желтоводский монастырь, с. Макарьево Нижегородской области.
- 2021 год: Богородицерождественский Бобренев мужской монастырь, Московская область[11]

### Серия: «Российская Федерация»
- Город федерального значения: Москва
- Области: Амурская, Архангельская, Астраханская, Белгородская, Воронежская, Иркутская, Кировская, Курганская, Ленинградская, Липецкая, Новосибирская, Орловская, Пензенская, Ростовская, Саратовская, Сахалинская, Свердловская, Тамбовская, Тверская, Тюменская, Ульяновская, Челябинская, Читинская
- Республики: Адыгея, Алтай, Башкортостан, Бурятия, Дагестан, Ингушетия, Кабардино-Балкария, Калмыкия, Коми, Саха (Якутия), Северная Осетия-Алания, Татарстан, Удмуртия, Хакасия, Чечня
- Края: Краснодарский, Пермский, Приморский
- Автономные округа: Ненецкий, Ямало-Ненецкий, Ханты-Мансийский
- Автономная область: Еврейская

### Серия: «Россия во всемирном культурном и природном наследии ЮНЕСКО»
- Вулканы Камчатки
- Исторические памятники Великого Новгорода и окрестностей
- Московский Кремль и Красная площадь
- Ярославль
- Историко-архитектурный ансамбль Новодевичьего монастыря в Москве

### Серия: «Русский балет»
- Выпуск 1993 г.
- Выпуск 1994 г.
- Выпуск 1995 г. (Спящая красавица)
- Выпуск 1996 г. (Щелкунчик)
- Выпуск 1997 г. (Лебединое озеро)
- Выпуск 1999 г. (Раймонда)

### Серия: «Событие года»
Победа демократических сил России 19—21 августа 1991 года • Годовщина Государственного суверенитета России • Год прав человека в Российской Федерации • Международный год Космоса • Международный полярный год • Год согласия и примирения • Всероссийская перепись населения

### Серия: «Сохраним наш мир»
- Бурый медведь
- Соболь
- Рысь
- Амурский тигр
- Полярный медведь
- Снежный барс
- Речной бобр
- Северный олень
- Переднеазиатский леопард
- Лось
- Полярный волк

### Серия: «Спорт»
- XVIII Зимние Олимпийские игры 1998 года
- XIX Зимние Олимпийские игры 2002 г.
- XX Олимпийские зимние игры 2006 г., Турин, Италия
- XXII Зимние Олимпийские игры 2014 г.
- XXVII Летние Олимпийские игры 2000 г.
- XXVIII Летние Олимпийские игры 2004 г.
- XXIX Летние Олимпийские игры 2008 г.
- Российские спортсмены-чемпионы и призеры ХХХ Олимпиады 2012 г. в Лондоне
- 100-летие Российского футбола
- 100-летие создания Российского олимпийского комитета
- Всемирные юношеские игры 1998 г.
- Зимние виды спорта
- Кубок мира по спортивной ходьбе 2008 г.
- Олимпийский век России
- Чемпионат Европы по футболу 2000 г.
- Чемпионат Европы по футболу 2004 г.
- Чемпионат Европы по дзюдо, г. Челябинск
- Чемпионат мира по дзюдо, г. Челябинск
- Чемпионат мира по биатлону 2003 г.
- Чемпионат мира по лёгкой атлетике 2005 г.
- Чемпионат мира по футболу 1998 г.
- Чемпионат мира по футболу 2002 г.
- Чемпионат мира по футболу 2006 г.
- Чемпионат мира по футболу FIFA 2018 в России
- Чемпионат мира по хоккею с шайбой. г. Санкт-Петербург. 2000 г.
- Чемпионат мира по хоккею 2016
- XXVII Всемирная летняя универсиада
- Кубок конфедерации FIFA 2017

Планом выпуска монет на 2018 год предусмотрен выпуск двух монет серии «XXIX Всемирная зимняя универсиада 2019 года в г. Красноярске».

### Серия: «Транспорт»
100 лет Транссибирской магистрали • 150 лет со дня учреждения Главного общества российских железных дорог • 170 лет российским железным дорогам • 40-летие начала строительства Байкало-Амурской магистрали

### Серия: «Флот»
- 300-летие Российского флота
- Барк «Крузенштерн»
- Барк «Седов»
- Фрегат «Мир»

### Серия: «90-летие Всероссийского физкультурно-спортивного общества „Динамо“»
- 1000 рублей (90-летие Всероссийского физкультурно-спортивного общества «Динамо»)
- 200 рублей (Биатлон • Хоккей • Футбол)
- 100 рублей (90-летие Всероссийского физкультурно-спортивного общества «Динамо»)
- 25 рублей (Биатлон • Хоккей • Футбол)